# Landian E3
Dongfeng Fengon E3 – elektryczny i hybrydowy samochód osobowy typu crossover klasy kompaktowej produkowany przez chińskie przedsiębiorstwo DFSK w latach 2019–2023 i pod marką Landian jako Landian E3 od 2023 roku.

## Historia i opis modelu

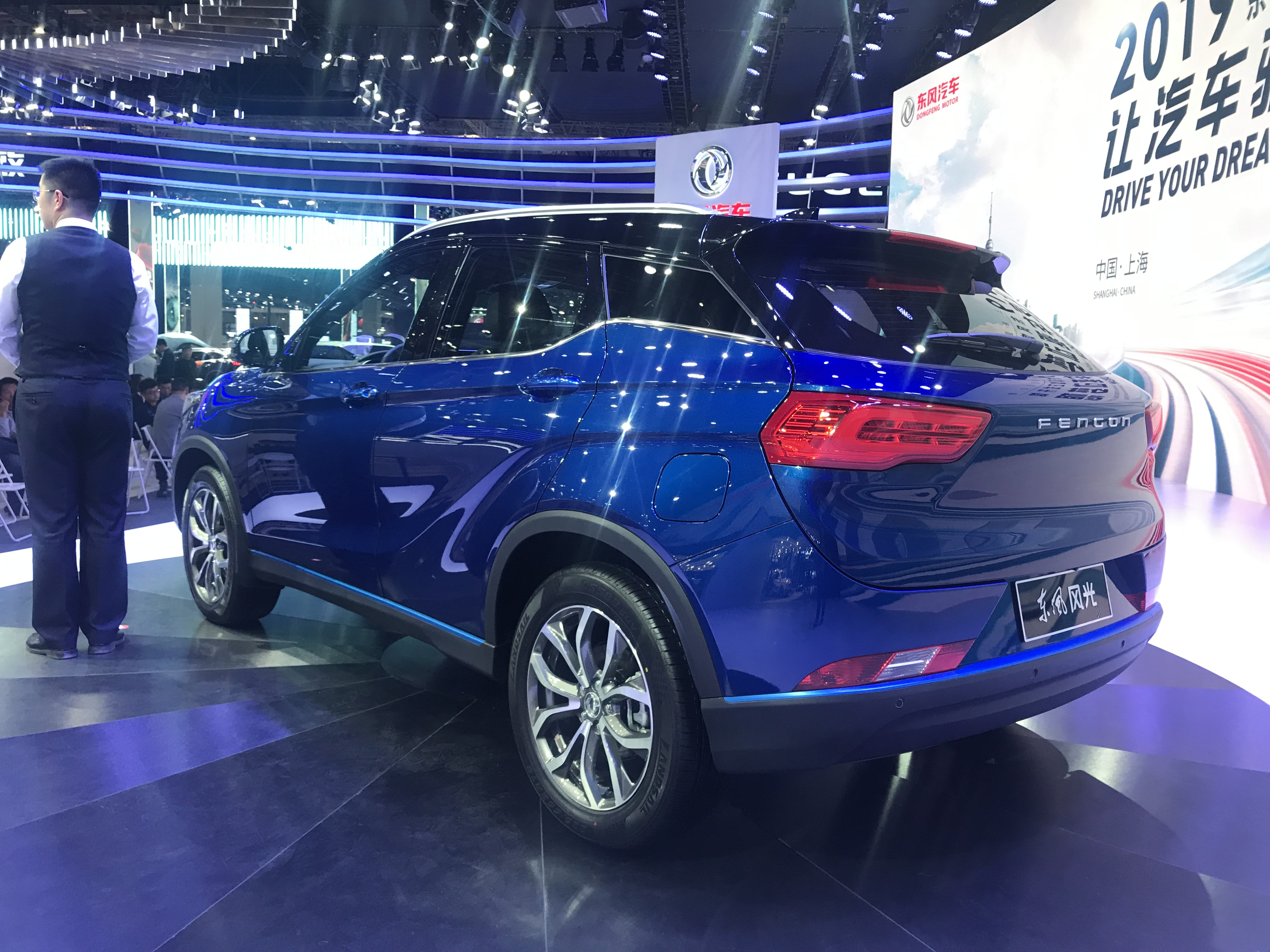
Dongfeng Fengon E3 - tył

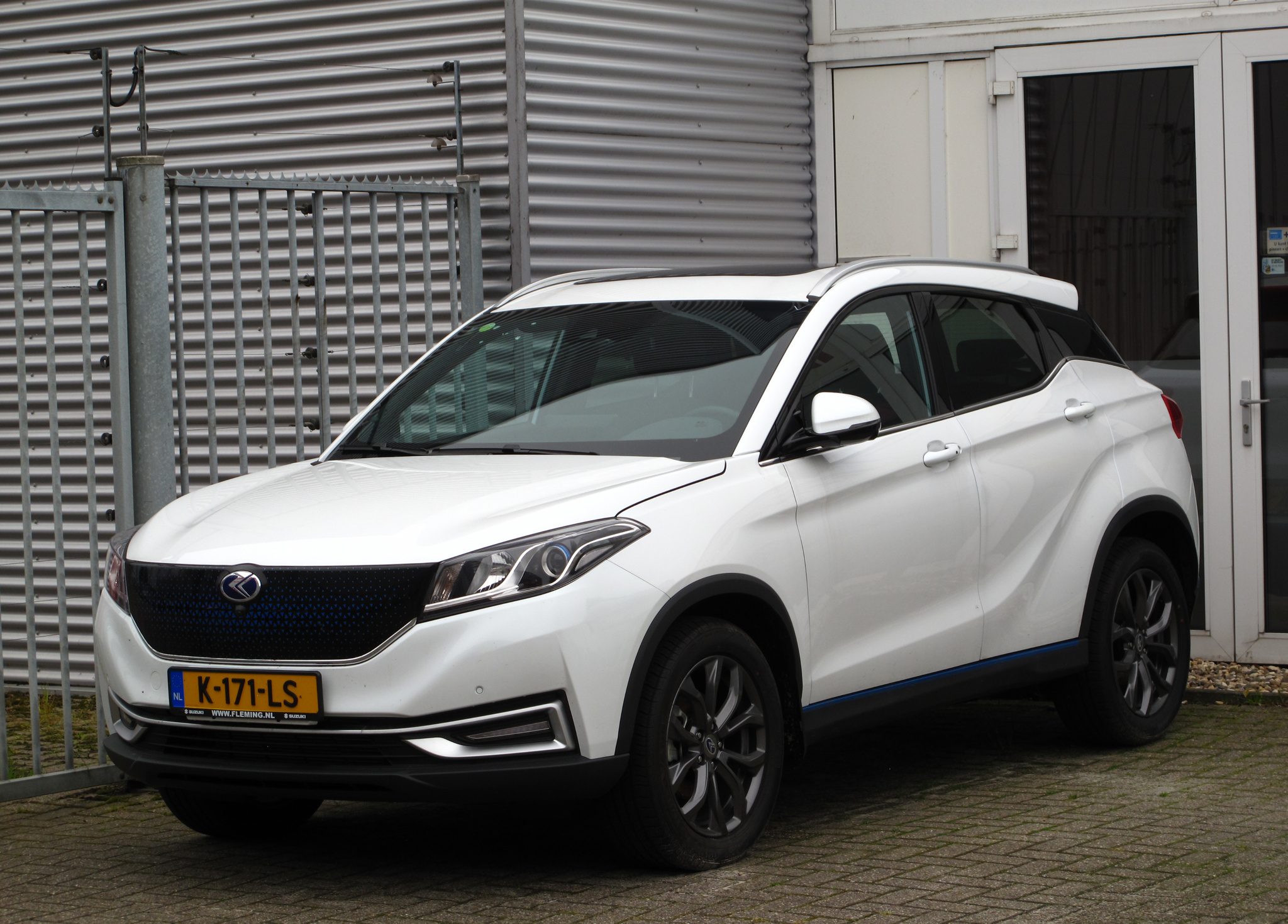
europejski Seres 3

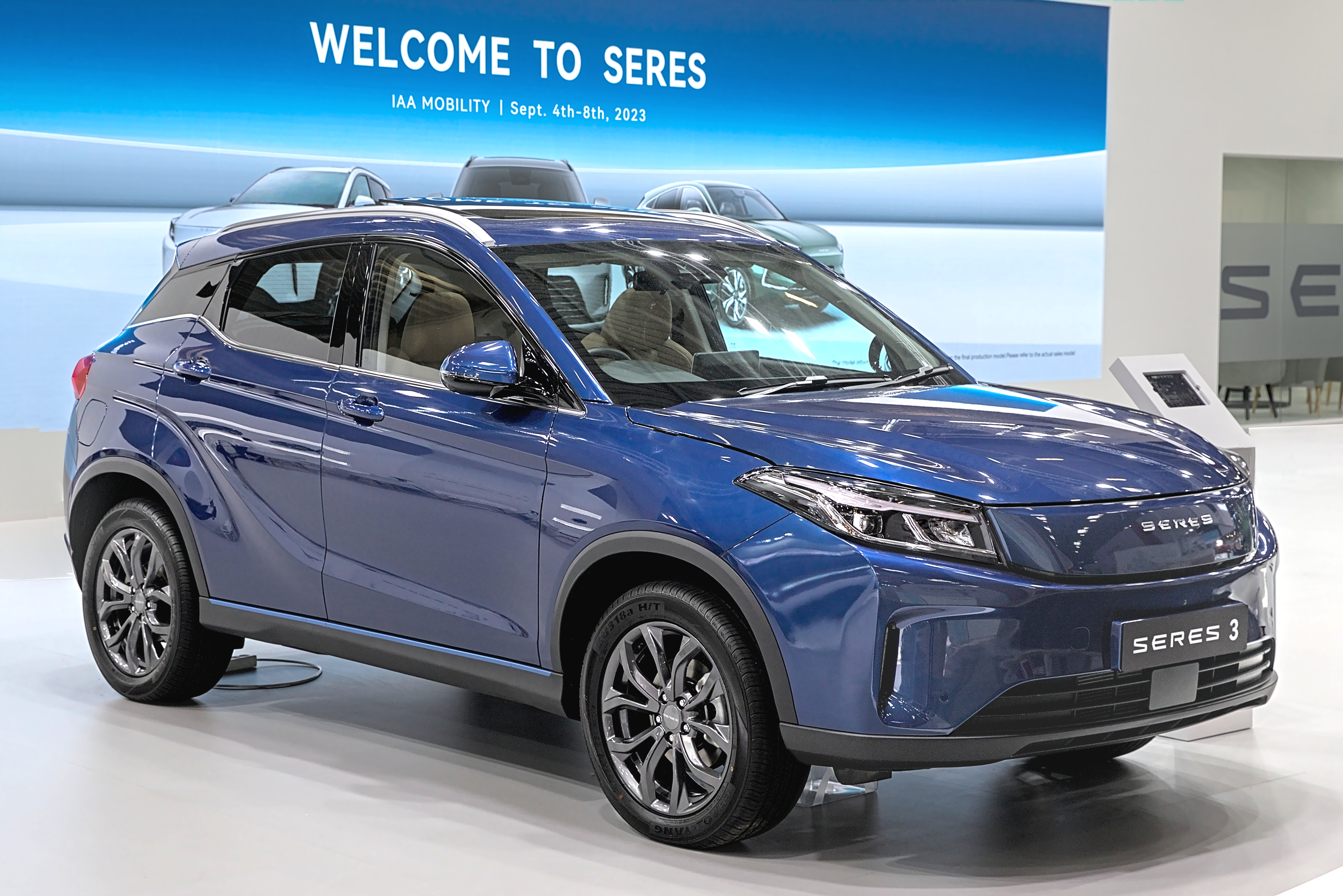
Landian E3 po liftingu

Wiosną 2019 roku chińskie przedsiębiorstwo DFSK przedstawiło model Fengon E3 będący nie tylko pierwszym tak małym crossoverem w ofercie tej firmy oferującej swoje pojazdy z logo macierzystego Dongfenga, ale i pierwszym samochodem o napędzie w pełni elektrycznym.
Dongfeng Fengon E3 zyskał charakterystyczną, obłą sylwetkę z agresywnie ukształtowanymi reflektorami, wyraźnie zarysowanymi przetłoczeniami oraz specyficznie zaokrągloną tylną częścią nadwozia z łamanią linią okien. 

### Fengon E3 EVR
Niespełna pół roku po debiucie Fengona E3, we wrześniu 2019 podczas Chengdu Auto Show DFSK przedstawił hybrydowy wariant napędowy swojego crossovera pod nazwą E3 EVR. Bez żadnych dodatkowych różnic wizualnych poza atrapą chłodnicy i układem wydechowym, charakterystyczną cechą pojazdu stało się wzbogacenie 161-konnego silnika elektrycznego dodatkową jednostką spalinową w roli tzw. range extendera. W efekcie, 1,5-litrowy silnik benzynowy doładowujący baterię, nie napędzając jednocześnie kół, pozwala wydłużyć zasięg do 950 kilometrów.

### Lifting i zmiana nazwy
Jesienią 2023 samochód przeszedł obszerną resytylizację, która skoncentrowała się głównie na wyglądzie pasa przedniego. Samochód zyskał przeprojektowany zderzak z mniejszą powierzchnią czarnych paneli, a także inaczej ukształtowane wloty powietrza. W ramach zmiany polityki nazewniczej producenta, samochód zasilił ofertę nowej marki Landian jako Landian E3, wyłącznie w wersji elektrycznej.

### Sprzedaż
Poza rodzimym rynkiem chińskim, samochód oferowany jest także na licznych rynkach eksportowych. Pod nazwą DFSK Glory E3 pojazd oferowany jest w Chile i krajach azjatyckich jak Filipiny, Indonezja czy Pakistan. Od grudnia 2020 roku bliźniaczy model o nazwie Seres 3 oferowany jest na licznych rynkach europejskich jak Holandia, Niemcy, Włochy, Norwegia i Hiszpania, a od września tego samego dzięki międzynarodowemu przedsiębiorstwu Busnex zasięg rynkowy pojazdu objął Polskę. W sierpniu 2022 rosyjskie przedsiębiorstwo Evolute ogłosiło rozpoczęcie produkcji elektrycznego Fengona E3 pod własną marką w zakładach w Lipiecku jako Evolute i-Joy. Pod kątem wizualnym samochód odróżił się innymi logotypami i oznaczeniami modelu.

### Dane techniczne
Układ napędowy Dongfenga Fengona E3 tworzy silnik elektryczny charakteryzujący się mocą 163 KM i maksymalnym momentem obrotowym 300 Nm. Dzięki baterii o pojemności 53 kWh samochód może przejechać na jednym ładowaniu dystans do ok. 405 KM, a pełne ładowanie akumulatorów trwa ok. 8 godzin.

### Fengon 500

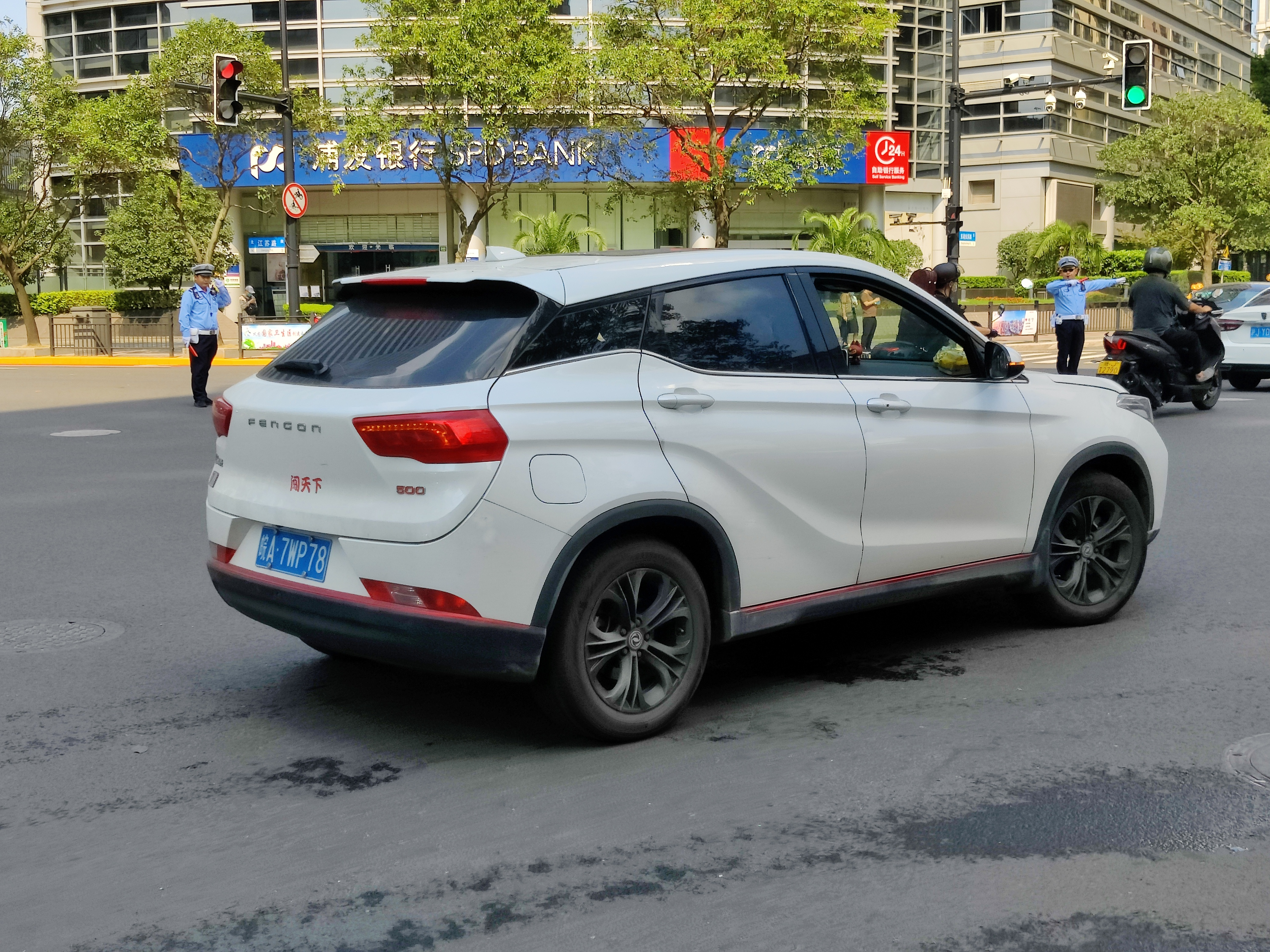
Dongfeng Fengon 500 - tył

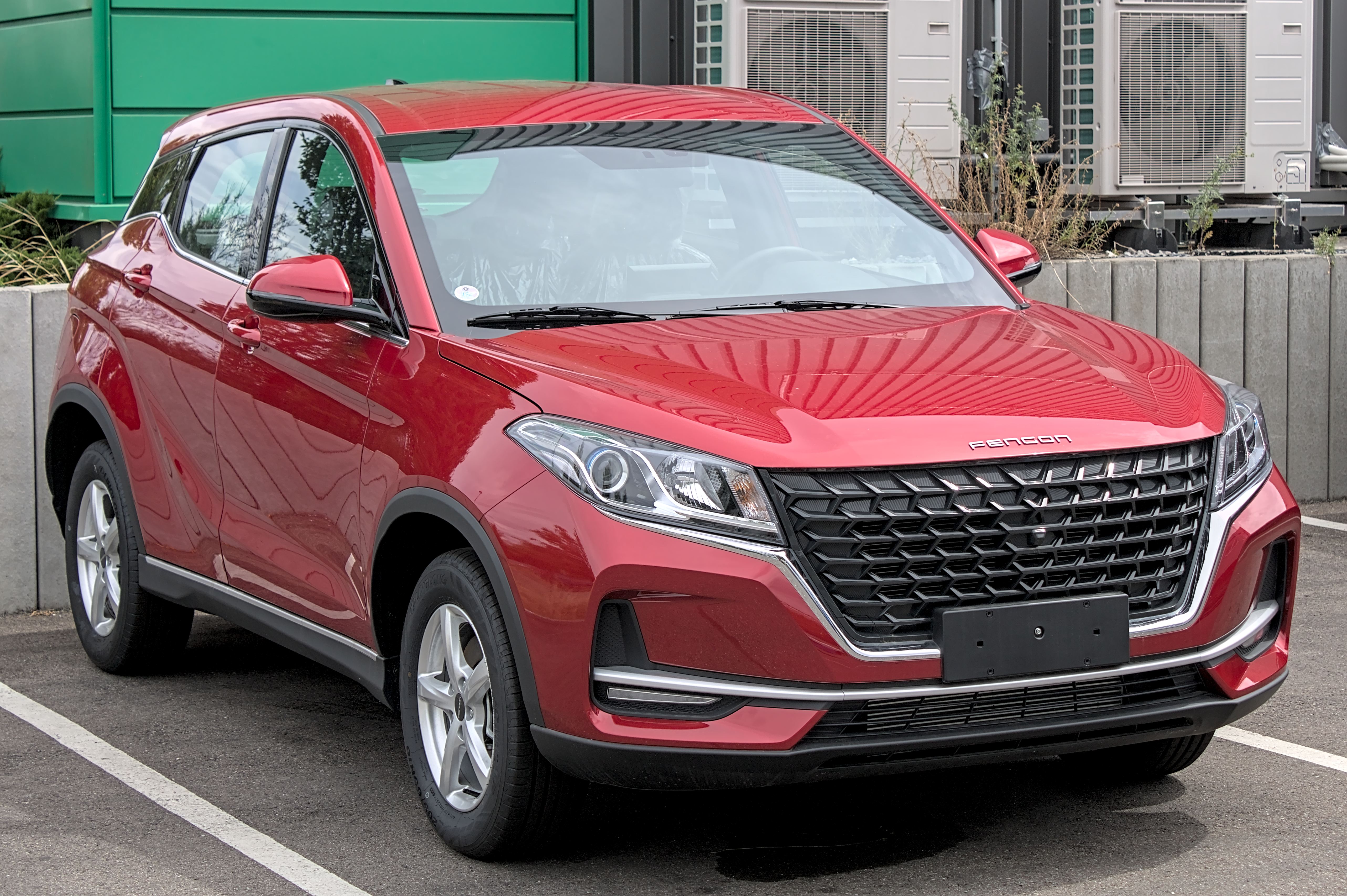
Fengon 500 po liftingu

Dongfeng Fengon 500 został zaprezentowany po raz pierwszy w 2020 roku.
Nieco ponad rok po debiucie modelu Fengon E3 w wariancie elektrycznym i hybrydowym, DFSK zdecydowało się poszerzyć rodzinę wariantów napędowych swojego kompaktowego crossovera także o klasyczny, spalinowy z sufiksem 500 w nazwie.
Charakterystyczną cechą odróżniającą Fengona 500 od spalinowych wariantów została duża, rozległa atrapa chłodnicy dominująca pas przedni, z kolei w kabinie pasażerskiej zamiast pokrętła do wyboru trybów jazdy zdecydowano się zamontować klasyczny lewarek automatycznej skrzyni biegów.

### Lifting
W 2022 roku przy okazji zmian w strukturze marki DFSK należącej do joint-venture Dongfeng Fengon linię samochodów osobowych przemianowano na Fengon, a sam Dongfeng Fengon 500 zyskał nowy przeprojektowany przód z większą osłoną chłodnicy oraz nazwę Fengon 500.

### Sprzedaż
W pierwszej kolejności sprzedaż pojazdu ruszyła w listopadzie 2020 roku na rodzimym rynku chińskim. W 2021 roku rozpoczęła się sprzedaż pojazdu także na rynkach eksportowych obejmujących głównie region Azji Wschodniej, Pakistanu, Bliskiego Wschodu i Ameryki Południowej. Dla samochodu zastosowano tam nazwę DFSK Glory 500. Pod tą samą nazwą w połowie 2021 za pomocą prywatnego importera samochód wzbogacił także lolalną ofertę DFSK w Niemczech.

### Silnik
- R4 1.5l 115 KM